# Япалура
Япалу́ра (Japalura) — рід ігуаноподібних ящірок родини агамових (Agamidae). Представники цього роду мешкають в Гімалаях

## Види
Рід Japalura нараховує 8 видів:
- Japalura andersoniana Annandale, 1905
- Japalura austeniana (Annandale, 1908)
- Japalura dasi (Shah & Kästle, 2002)
- Japalura kumaonensis (Annandale, 1907)
- Japalura major (Jerdon, 1870)
- Japalura sagittifera M.A. Smith, 1940
- Japalura tricarinata (Blyth, 1853)
- Japalura variegata Gray, 1853